# Neoathyreus mexicanus
Neoathyreus mexicanus es una especie de coleóptero de la familia Geotrupidae.

## Distribución geográfica
Habita en Panamá y México.